# Richard Dürr
Richard Dürr (San Galo, 1 de diciembre de 1938 - Lausana, 29 de mayo de 2014) fue un futbolista suizo que jugaba en la demarcación de delantero.

## Biografía
Tras formarse en el SC Brühl, fichó por el BSC Young Boys en 1959 cuando contaba 21 años de edad. Un año después de su debut ganó la Super Liga Suiza. Tras dos años en el equipo fue traspasado al FC Lausanne Sports. Permaneció en el club un total de diez temporadas, llegando a jugar 236 partidos y marcando 65 goles. Además ganó otra Super Liga Suiza y dos Copa Suiza. Finalmente en 1971 se fue al Neuchâtel Xamax FC, donde jugó tan sólo un año, retirándose como futbolista en 1972.
Falleció el 29 de mayo de 2014 en el Centro hospitalario universitario de Vaud a los 75 años de edad a consecuencia de un cáncer.

## Selección nacional
Jugó un total de 29 partidos para la selección de fútbol de Suiza, participando en la Copa Mundial de Fútbol de 1962 y la Copa Mundial de Fútbol de 1966. Además jugó también la clasificación para la Eurocopa 1968, competición en la que marcó su único gol como jugador de la selección, contra Chipre el 8 de noviembre de 1967.

### Participaciones en Copas del Mundo
| Mundial                        | Sede       | Resultado      | Partidos | Goles |
| ------------------------------ | ---------- | -------------- | -------- | ----- |
| Copa Mundial de Fútbol de 1962 | Chile      | Fase de grupos | 2        | 0     |
| Copa Mundial de Fútbol de 1966 | Inglaterra | Fase de grupos | 1        | 0     |

## Clubes
| Club               | País  | Año         | Partidos | Goles |
| ------------------ | ----- | ----------- | -------- | ----- |
| BSC Young Boys     | Suiza | 1959 - 1961 | 34       | 8     |
| FC Lausanne Sports | Suiza | 1961 - 1971 | 236      | 65    |
| Neuchâtel Xamax FC | Suiza | 1971 - 1972 | 26       | 3     |

## Palmarés

### Campeonatos nacionales
| Título           | Club               | País  | Año  |
| ---------------- | ------------------ | ----- | ---- |
| Super Liga Suiza | BSC Young Boys     | Suiza | 1960 |
| Super Liga Suiza | FC Lausanne Sports | Suiza | 1965 |
| Copa Suiza       | FC Lausanne Sports | Suiza | 1962 |
| Copa Suiza       | FC Lausanne Sports | Suiza | 1964 |